# Кубок Европейской конфедерации волейбола среди женщин 1984/1985
5-й розыгрыш Кубка Европейской конфедерации волейбола (ЕКВ) среди женщин проходил с 4 ноября 1984 по 10 февраля 1985 года с участием 20 клубных команд из 13 стран-членов Европейской конфедерации волейбола. Победителем турнира стала немецкая команда «Виктория» (Аугсбург).

## Команды-участницы
| Страна     | Команда                          |
| ---------- | -------------------------------- |
| Австрия    | «Блау-Гельб» (Вена)              |
| Бельгия    | «Темсе» (Темсе)                  |
| Бельгия    | «Хермес» (Остенде)               |
| Греция     | «Арис» (Салоники)                |
| Италия     | «Акуа Линкс» (Парма)             |
| Италия     | «Виктор Виллаж» (Бари)           |
| Люксембург | «Олимпик» (Люксембург)           |
| Нидерланды | «Ван Хутен» (Херлен)             |
| Норвегия   | «Берген СИ» (Берген)             |
| Португалия | «Витория» (Гимарайнш)            |
| Португалия | «Университариу ду Порту» (Порту) |
| Турция     | «Милангаз» (Стамбул)             |
| Турция     | ОДТЮ (Анкара)                    |
| Турция     | «Пазарлары» (Стамбул)            |
| Франция    | ИНСЕП (Париж)                    |
| Франция    | «Пари ЮК» (Париж)                |
| ФРГ        | «Виктория» (Аугсбург)            |
| ФРГ        | «Ойте» (Фехта)                   |
| Швейцария  | «Уни» (Базель)                   |
| Югославия  | «Палома-Браник» (Марибор)        |

## Система проведения розыгрыша
Турнир состоит из трёх раундов плей-офф и финального этапа. В раундах плей-офф команды делятся на пары и проводят между собой по два матча с разъездами. Победителем пары выходит команда, одержавшая две победы. В случае равенства побед победителем становится команда, имеющая лучшее соотношение партий по сумме обоих матчей. В случае равенства и этого показателя в дальнейшую стадию плей-офф выходит команда, имеющая лучшее соотношение игровых очков (мячей) по сумме матчей.
8 команд-участниц четвертьфинала плей-офф определяют четырёх участников финального этапа.
Финальный этап состоит из однокругового турнира, по результатам которого определяется итоговая расстановка мест. 

## 1-й раунд
ноябрь 1984
 ОДТЮ (Анкара) —  «Виктория» (Аугсбург)
4 ноября. 0:3 (2:15, 6:15, 0:15).
.. ноября. ?:?
 «Темсе» —  «Олимпик» (Люксембург)
.. ноября. 3:0.
.. ноября. 3:0.
 «Арис» (Салоники) —  «Милангаз» (Стамбул)
.. ноября. 0:3.
.. ноября. 0:3.
 ИНСЕП (Париж) —  «Университариу ду Порту» (Порту) 
8 ноября. 3:0 (15:1, 15:0, 15:2).
10 ноября. 3:0 (15:5, 15:7, 15:2).

## 1/8 финала
декабрь 1984
 «Блау-Гельб» (Вена) —  «Виктория» (Аугсбург)
2 декабря. 0:3 (4:15, 5:15, 7:15).
8 декабря. 0:3 (0:15, 2:15, 12:15).
 «Арис» (Салоники) —  «Пазарлары» (Анкара)
2 декабря. ?:?
8 декабря. 0:3.
 «Виктор Виллаж» (Бари) —  «Темсе»
1 декабря. 3:0 (15:9, 15:5, 15:3).
8 декабря. 3:1.
 «Ван Хутен» (Херлен) —  «Берген СИ»
1 декабря. 3:2 (15:10, 15:6, 8:15, 14:16, 15:6).
2 декабря. 3:1 (15:12, 15:4, 13:15, 15:11).
 «Акуа Линкс» (Парма) —  ИНСЕП (Париж)
1 декабря. 3:0 (15:9, 16:14, 15:10).
8 декабря. 1:3.
 «Уни» (Базель) —  «Ойте» (Фехта)
.. декабря. 2:3 (6:15, 8:15, 16:14, 15:11, 12:15).
8 декабря. 1:3 (11:15, 15:9, 14:16, 11:15).
 «Палома-Браник» (Марибор) —  «Хермес» (Остенде)
.. декабря. 3:0.
8 декабря. 3:0.
 «Пари ЮК» (Париж) —  «Витория» (Гимарайнш)
1 декабря. 3:0 (19:17, 15:12, 15:10).
8 декабря. 1:3 (10:15, 4:15, 15:9, -:15).

## Четвертьфинал
январь 1985
 «Виктория» (Аугсбург) —  «Пазарлары» (Анкара)
9 января. 3:0.
.. января. 3:1.
 «Виктор Виллаж» (Бари) —  «Ван Хутен» (Херлен)
8 января. 3:0 (15:6, 15:4, 15:9).
9 января. 3:0 (15:1, 16:14, 15:11).
 «Ойте» (Фехта) —  «Акуа Линкс» (Парма)
9 января. 2:3.
.. января. 0:3.
 «Палома-Браник» (Марибор) —  «Пари ЮК» (Париж)
9 января. 3:0 (15:6, 15:0, 15:-).
.. января. 3:0 (15:7, 15:10, 16:14).

## Финальный этап
8—10 февраля 1985.  Аугсбург.
Участники:
 «Виктория» (Аугсбург)

 «Виктор Виллаж» (Бари)

 «Акуа Линкс» (Парма)

 «Палома-Браник» (Марибор)

### Результаты
| М | Команда                   | 1   | 2   | 3   | 4   | И | В | П | С/П | О |
| - | ------------------------- | --- | --- | --- | --- | - | - | - | --- | - |
| 1 | «Виктория» (Аугсбург)     |     | 3:1 | 3:1 | 3:0 | 3 | 3 | 0 | 9:2 | 6 |
| 2 | «Виктор Виллаж» (Бари)    | 1:3 |     | 3:0 | 3:0 | 3 | 2 | 1 | 7:3 | 5 |
| 3 | «Акуа Линкс» (Парма)      | 1:3 | 0:3 |     | 3:0 | 3 | 1 | 2 | 4:6 | 4 |
| 4 | «Палома-Браник» (Марибор) | 0:3 | 0:3 | 0:3 |     | 3 | 0 | 3 | 0:9 | 3 |

8 февраля
 «Виктор Виллаж» —  «Акуа Линкс»  
3:0 (15:3, 15:11, 17:15).
 «Виктория» —  «Палома-Браник»
3:0 (15:4, 15:4, 15:9).
9 февраля
 «Виктор Виллаж» —  «Палома-Браник»
3:0 (15:12, 15:12, 15:7).
 «Виктория» —  «Акуа Линкс» 
3:1 (16:18, 15:12, 15:5, 15:4).
10 февраля
 «Акуа Линкс» —  «Палома-Браник»
3:0 (15:13, 15:7, 15:10).
 «Виктория» —  «Виктор Виллаж»
3:1 (15:9, 0:15, 15:13, 15:12).

### Итоги

#### Положение команд
| «Виктория» (Аугсбург)        |
| «Виктор Виллаж» (Бари)       |
| «Акуа Линкс» (Парма)         |
| 4. «Палома-Браник» (Марибор) |